# Битва при Воплавках
Битва при Воплавках — одно из значимых событий Тевтонско-литовских войн. Сражение произошло 7 апреля 1311 года  между войсками крестоносцев и литовцев в местности близ селения, называвшегося в то время Воплаукен (нем. Woplauken), известное сегодня как деревня Воплавки (пол. Wopławki), к северо-востоку от Кентшина (бывш. Растенбург; нем. Rastenburg) ; событие засвидетельствовано в таких источниках, как «Хроника земли Прусской» Петра из Дусбурга, «Хроника земли Прусской» Николая фон Ерошин, «Новая прусская хроника» Виганда из Марбурга, «Новая прусская хроника» Конрада Гесселен, «Эпитома прусских деяний» Каноника Самбийского.

## Предыстория
К концу XIII века, окончательно покорив Пруссию и обратив языческие прусские племена в христианство, Тевтонский орден прочно закрепился на побережье Балтийского моря. В XIV веке в ходе Тевтонско-Литовских войн крупные сражения (такие как битва при Воплавках) происходили редко. Военные действия в основном сводились к взаимным набегам и приграничным стычкам, целью которых было причинение экономического ущерба противнику путём разорения земель, захвата материальных ценностей и пленения местного населения .
Один из таких набегов и совершил 3 апреля 1311 года Великий князь литовский Витень. Собрав войско численностью 4000 человек, Витень предпринял удачный рейд в земли Вармийского епископства, пройдясь огнём и мечом по Вармии. Как описывают в «Хронике земли Прусской» орденские хронисты Николай фон Ерошин  и Пётр из Дусбурга:
«...Витень, король Литвы… с 4 тысячами лучших людей вошёл в землю Пруссии и настолько разорил Вармийский епископат, что не оставил ничего за пределами замка и укреплений, что не было бы сожжено, захвачено или убито. В этой и предыдущей войне он нанёс великий ущерб церквам… и помимо прочей добычи, которая была весьма велика, он увёл с собой более 1200 пленных христиан» .
Касательно количества жителей, угнанных в плен, Николай фон Ерошин приводит иную цифру — 1300 человек .
Войско Витеня с богатой добычей и пленными отправилось назад через земли Бартии . 6 апреля, дойдя до местности близ селения Воплаукен , литовцы остановились на ночлег, разбив на холме лагерь и окружив его засекой. Поведение Витеня в лагере описано Николаем фон Ерошин  и Петром из Дусбурга:
«...возгордившись, похвалялся, как он силён силой войска своего... и сказал пленным христианам: «Где Бог ваш? Почему он не помогает вам, как наши боги помогли нам ныне и в другой раз?» 

## Битва
По пятам литовцев следовало войско крестоносцев, возглавляемое Великим комтуром Тевтонского ордена Генрихом фон Плотцке . Костяк войска составляли тевтонские рыцари, именуемые в обеих хрониках "братьями". Орденские хронисты приводят различные данные касательно их численности: согласно Николаю фон Ерошин — 80 братьев , согласно Петру из Дусбурга — 150 братьев . Указывая количество рыцарей, Пётр из Дусбурга и Николай фон Ерошин не сообщают о численности членов Тевтонского ордена незнатного происхождения (братья-сарианты), ограничиваясь лишь намёком на их большое количество :
«...брат Генрих фон Плоцке, великий комтур, и 150 братьев со многими людьми...» 
Другой орденский хронист — Виганд из Марбурга — в «Новой прусской хронике» также не приводит данных об общей численности войска крестоносцев, но при этом перечисляет наименования воинских подразделений, участвовавших в этом походе: хоругвь комтурства Рагнит, хоругвь коменданта Инстербурга, хоругвь Святого Георгия, хоругвь Святой Марии, хоругвь из Пройссиш-Холланда . Кроме того, Конрад Гесселен (автор перевода «Новой прусской хроники» Виганда из Марбурга на нижненемецкий язык) сообщает, что в составе войска крестоносцев также было ополчение из местных прусских племён (численность которого, однако, автором также не уточняется) .
7 апреля к лагерю литовцев подошёл авангард войска крестоносцев. Согласно Николаю фон Ерошин, авангардом командовал тевтонский рыцарь Гюнтер фон Арнштайн , комтур Христбурга, о котором, однако, не упоминают другие хронисты, такие как Пётр из Дусбурга и Виганд из Марбургат. Приблизившись к лагерю, Гюнтер фон Арнштайн дал приказ атаковать литовцев, не дожидаясь подхода основных сил . Доподлинно неизвестно, была ли данная атака частью плана, заранее разработанного Генрихом фон Плотцке, или Гюнтер фон Арнштайн действовал по собственной инициативе. Так или иначе, авангард незамедлительно пошёл на штурм литовского лагеря. Выгодное расположение укрепленного лагеря позволило литовцам успешно отбить первую атаку. Осыпая неприятеля дождём из стрел и метательных копий, литовские воины вынудили крестоносцев отступить .
Как показали дальнейшие события, литовцы допустили тактическую ошибку, предрешившую исход сражения: они остались в лагере, вместо того, чтобы преследовать и полностью уничтожить отступивший отряд Гюнтера фон Арнштайна, а затем, пользуясь фактором внезапности и численным перевесом, атаковать и разбить основные силы крестоносцев, не давая им возможности занять выгодное расположение и перестроиться в боевой порядок. С другой стороны, такое решение отчасти было продиктовано тем, что при отступлении стрелки отряда Гюнтера фон Арнштайн начали массированный обстрел лагеря литовцев из луков и арбалетов, и продолжали обстрел во время прибытия и перестроения основной части войска во главе с Генрихом фон Плотцке. Таким образом, Гюнтер фон Арнштайн одновременно выполнил две тактически важные задачи: во-первых, предотвратил преследование и уничтожение вверенного ему авангарда; во-вторых, обеспечил безопасное прибытие и перестроение основных сил.
Объединив основную часть войска и авангард, крестоносцы пошли на повторный штурм . По свидетельству Петра из Дусбурга и Николая фон Ерошин, прибытие основных сил армии крестоносцев вызвало смятение в рядах литовских воинов, что позволило крестоносцам преодолеть заграждения и ворваться в лагерь . Согласно версии Хроники Земли прусской Николая фон Ерошин, прорыв удался благодаря отряду Гюнтера фон Арнштайн . Лагерь охватила паника, что в свою очередь привело к повальному бегству литовских воинов .
«...когда они [литовские воины] увидели, что братья со своим стягом и великим множеством ратников идут за ними, то обуял их ужас, и так затрепетало сердце их, что у них не было более сил оказывать сопротивление; вот почему как бы во мгновение ока, бросив оружие, все они обратились в бегство», — пишет в «Хронике земли Прусской» Пётр из Дусбурга .
Битва фактически переросла в массовую резню . Видя, что войско крестоносцев одерживает победу, пленные христиане (в том числе женщины) напали на охранявших их литовских воинов, частью убив, частью обратив в бегство.
«И когда женщины христианские, бывшие там пленницами, увидали, что им небом послана победа, забыв о слабости пола своего, внезапно набросились на литвинов, которые их усиленно стерегли, и убили», — сообщает в «Хронике земли Прусской» Пётр из Дусбурга .
В ходе преследования крестоносцы перебили значительную часть бежавших из лагеря литовцев, остальные были загнаны в леса и болота, где (по свидетельству Петра из Дусбурга и Николая фон Ерошин ) многие из беглецов утонули. Самому Витеню с остатками войска удалось спастись и выжить .
Согласно Николаю фон Ерошин, все 1300 пленных христиан были освобождены .

## Потери сторон

### Потери крестоносцев
Установить точное количество погибших крестоносцев не представляется возможным ввиду скудных исторических источников. Обе хроники содержат сведения только о тех, кто погиб в ходе первой атаки, то есть воинов из отряда Гюнтера фон Арнштайн, но не сообщают об общих потерях крестоносцев за всю битву. Пётр из Дусбурга пишет: «…в первой стычке литвины убили 60 христиан» , тогда как Николай фон Ерошин сообщает, что в первой атаке крестоносцы потеряли 40 человек .

### Потери литовцев
В версии хроники Николая фон Ерошин упоминаются захваченные в качестве трофеев 2800 лошадей, чьи всадники были убиты в бою . Другой источник — «Эпитома прусских деяний» Каноника Самбийского — гласит:
«1311 г. Самбия и Натангия были дважды опустошены королём литвинов Витенем. Во время второго опустошения в среду после Вербного воскресенья братья во главе с фон Плёцке вступили с ними в битву на поле Лопелаукен и убили 3000 литвинов» .
Опираясь на эти данные, можно предположить число потерь в литовском войске — от 2800 до 3000 человек.

## Итоги
Вышеперечисленные данные позволяют сделать следующий вывод: согласованные действия крестоносцев под умелым руководством Генриха фон Плотцке и Гюнтера фон Арнштайн позволили им одержать победу с минимальными потерями и нанести армии Витеня урон, который по средневековым меркам можно назвать практически невосполнимым.
Поражение армии Витеня при Воплавках ослабило военную мощь и политическое влияние Великого княжества Литовского на определённый период, что в свою очередь позволило Тевтонскому ордену перехватить инициативу в войне . Пользуясь временным ослаблением Великого княжества Литовского, в последующие четыре года тевтонские рыцари предприняли ряд успешных рейдов в литовские земли, а в 1313 году Тевтонский орден воздвиг на границе с ВКЛ замок Христмемель (нем. Christmemel), о чём сообщают Николай фон Ерошин  и Пётр из Дусбурга:
«В год от Рождества Христова 1313, в праздник Пасхи, брат Карл, магистр, в похвалу и славу Господа и Богоматери и ради расширения пределов христианских, собрав всю силу войска своего, построил замок Христмемель на берегу Мемеля, более чем на шесть лье выше Раганиты» .
Витень же смог собрать силы лишь для одного похода, но потерпел неудачу, безуспешно пытаясь захватить Христмемель. Согласно Николаю фон Ерошин  и Петру из Дусбурга , это был его последний поход:
«В том же году [1315], в сентябре, Витень, король литвинов, собрав всех людей королевства своего, способных сражаться, осадил Христмемель и в течение 17 дней с двумя камнемётами и многими лучниками со всех сторон штурмовал сильнейшими ударами... А поскольку их усилия были безуспешными, то, когда наконец на 17 день они собрались уйти, узнав, что приближается магистр с великим войском... спалив камнемёты, они ни с чем отступили».
В память о победе при Воплавках орден основал женский монастырь в городе Торн (нем. Thorn), что свидетельствует о том, какое значение придавали этой победе тевтонские рыцари, о чём имеются записи в вышеуказанных хрониках Николая фон Ерошин  и Петра из Дусбурга:
«В память об этой славной победе и в похвалу и славу Иисуса Христа братья, основав в граде Торуне женский монастырь, одарили его пышными дарами» .